# Raymond Oliver
Pour les articles homonymes, voir Oliver.
Guillaume Raymond Oliver, dit Raymond Oliver, né le 27 mars 1909 à Langon (Gironde) et mort le 5 novembre 1990 à Paris, est un cuisinier français.

## Biographie
Son père Louis, d'origine majorquine, disciple d'Auguste Escoffier du Savoy à Londres, est chef étoilé à l’hôtel du Lion d'or à Langon.
Pendant l'occupation allemande, il est résistant à Vidauban.
Il devient jeune chef à la suite d'un passage de L'Ours blanc, à l'Alpe-d'Huez.
Raymond est ensuite élève d'Henri-Paul Pellaprat (1869-1954) à l'école du Cordon Bleu.
En 1948, il achète le restaurant Le Grand Véfour, dans le 1er arrondissement de Paris, à Louis Vaudable, qui reste cependant associé à l'affaire. Le restaurant, donnant sur le jardin du Palais Royal, table fréquentée par Malraux, Jean Cocteau, Colette entre autres, devient une véritable institution et tient longtemps ses 3 étoiles au Guide Michelin. Il dirige le restaurant jusqu'en 1983.
Raymond Oliver devient célèbre pour sa création, en 1954, de la première émission de télévision consacrée à la cuisine, Art et magie de la cuisine, qu'il anime pendant 13 ans avec Catherine Langeais,.
Il est le père des cuisiniers Michel Oliver et Stéphanie Oliver, et l'arrière grand-père du chef pâtissier Aleksandre Oliver.
Raymond Oliver apparaît comme personnage dans l'aventure, imaginée par Pierre Dac et Francis Blanche, Le Boudin sacré, 2e saison de Signé Furax.
Il meurt d'un cancer en 1990 et est inhumé au cimetière du Père-Lachaise (59e division).

## Pâte à crêpe
En 2011, l'INA publie sur son site, puis en 2017 sur sa chaîne youtube un extrait de l'émission Art et magie de la cuisine dans lequel Oliver explique sa recette de pâte à crêpe. L'extrait devient viral, notamment vis-à-vis de la quantité d'alcool utilisée dans la recette, cumulant plus de 1.6 millions de vues entre 2017 et 2025.
Les ingrédients de la recette sont :
- Une gousse de vanille
- 2 grosses pincées de sel
- 4 cuillères à soupe de sucre
- 1/4 de litre de lait
- 400 grammes de farine
- 2 cuillerées à soupe d'huile
- 8 œufs
- 100 grammes de beurre
- Une bonne dose de pastis
- Du rhum (un bon verre à vin)
- Beaucoup de bière pour détendre la pâte.

En 2025, le youtubeur Tom Cooks tente de refaire la recette originale.